# Artem Fedorczenko
Artem Wołodymyrowycz Fedorczenko, ukr. Артем Володимирович Федорченко (ur. 13 kwietnia 1980) – ukraiński piłkarz, grający na pozycji obrońcy.

## Kariera piłkarska

### Kariera klubowa
W 1997 rozpoczął karierę piłkarską w drużynie Stal Ałczewsk, skąd był wypożyczony na jedną grę do farm klubu Szachtar Stachanow. Na początku 2003 wyjechał do Rosji, gdzie został piłkarzem Nieftiechimika Niżniekamsk. Latem 2004 przeniósł się do Białorusi, gdzie bronił barw MTZ-RIPA Mińsk, z przerwą w 2005, kiedy to grał w rosyjskim klubie Mietałłurg-Kuzbass Nowokuźnieck. W czerwcu 2007 po doznanej ciężkiej kontuzji opuścił miński klub, po czym powrócił do Ukrainy. Wiosną 2008 rozegrał 3 mecze w składzie Komunalnyk Ługańsk. W 2009 przeszedł do uzbeckiego Qizilquma Zarafshon, a w 2010 ponownie wyjechał do Białorusi, gdzie bronił barw Naftana Nowopołock. Na początku 2011 zasilił skład drugoligowego Tytana Armiańsk.